# رنگین‌کمان سرسو

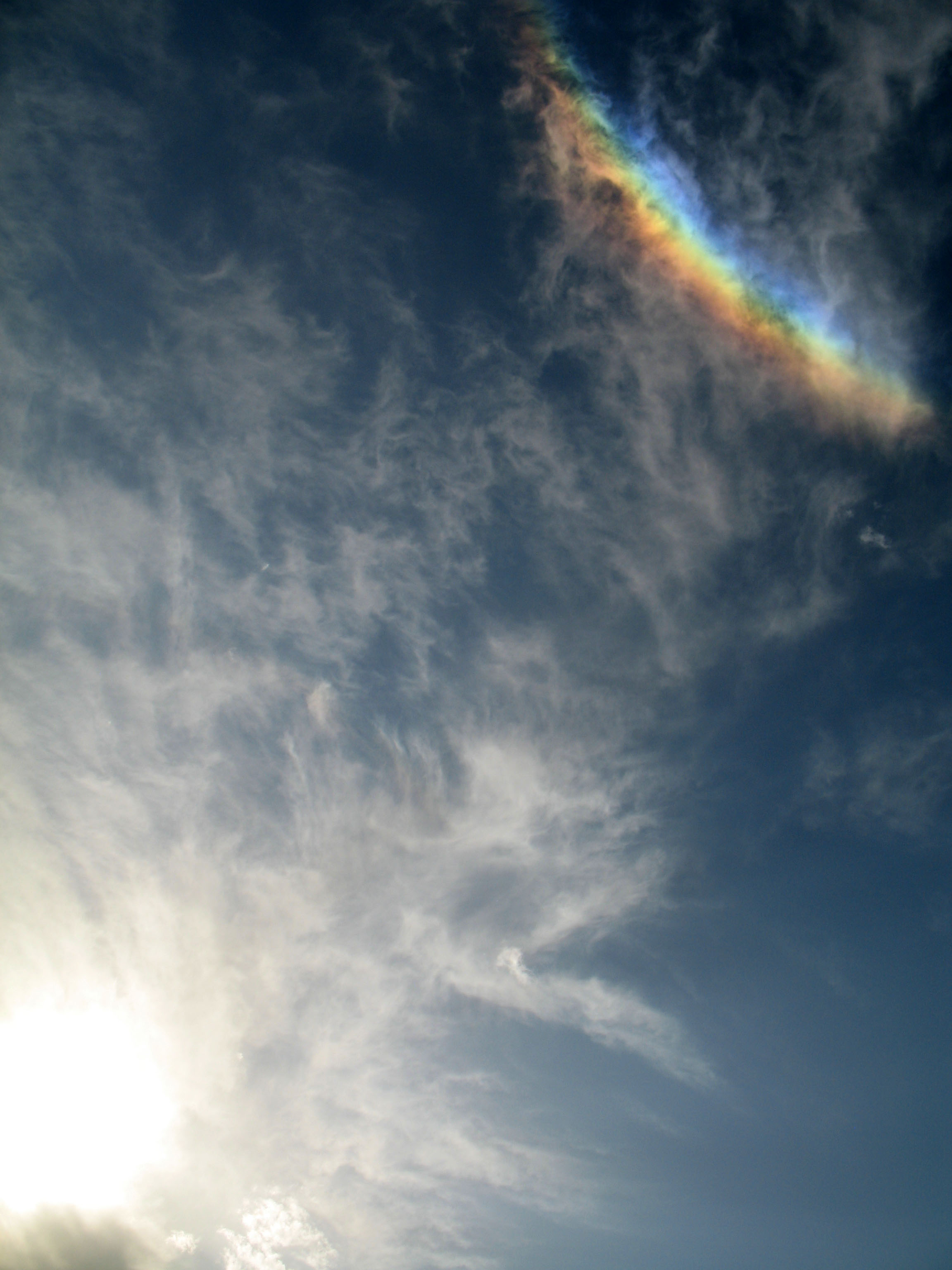
رنگین‌کمان سَرسو، پارک ملی سرخه‌حصار، تابستان ۱۳۹۴.

رنگین‌کمان سَرسو، که رنگین‌کمان وارونه یا کمان دور سرسو (به انگلیسی: Circumzenithal arc) نیز نامیده می‌شود. یک پدیده نوری است که از لحاظ ظاهری شبیه رنگین‌کمان است، اما متعلق به خانواده هاله‌های ناشی از شکست نور خورشید از طریق بلورهای یخ به جای قطرات باران، در ابرهای پرسا یا پرساپوشنی است. قوس در فاصله قابل توجهی (تقریباً ۴۶ درجه) بالاتر از خورشید مشاهده شده قرار دارد و حداکثر یک چهارم دایره‌ای است که مرکز آن سرسو است. به آن «لبخند در آسمان» نیز گفته می‌شود، اولین برداشت از آن یک رنگین‌کمان وارونه است. رنگین‌کمان سرسو (CZA) یکی از درخشان‌ترین و خوشرنگ‌ترین اعضای خانواده هاله است. رنگ‌های آن، از بنفش در بالا گرفته تا قرمز در پایین، از رنگین‌کمان خالص‌تر هستند زیرا همپوشانی بسیار کمتری در شکل‌گیری آنها وجود دارد.
توزیع شدت در امتداد رنگین‌کمان سرسو، نیاز به در نظر گرفتن چندین اثر دارد: دامنه‌های بازتاب و انتقال فرنل، تضعیف جو، پراکندگی رنگی (یعنی عرض کمان)، پراکندگی زاویه‌ای سمت (دسته‌بندی اشعه) و محدودیت‌های هندسی. در نتیجه، رنگین‌کمان سرسو وقتی در حدود ۲۰ درجه خورشید مشاهده می‌شود، درخشان‌ترین حالت را دارد.
برخلاف آگاهی عمومی، رنگین‌کمان سرسو پدیده‌ای نادر نیست، اما از آنجا که بالای سر آنها اتفاق می‌افتد، از آن ناآگاه هستند. وقتی خورشید کاذب قابل مشاهده است ارزش دارد به دنبال این پدیده هم باشیم، زیرا همان نوع بلورهای یخی که باعث آنها می‌شود (منشورهای شش‌ضلعی صفحه‌ای شکل در جهت افقی) مسئول رنگین‌کمان سرسو هم هستند.

## شکل‌گیری
نوری که رنگین‌کمان وارونه را تشکیل می‌دهد از طریق سطح صاف و بالای آن وارد یک بلور یخ می‌شود و از طریق یک سطح کناری منشور خارج می‌شود. شکست نور خورشید که تقریباً موازی است از طریق یک منشور ۹۰ درجه، جدایی گسترده رنگ و خلوص رنگ را به وجود می‌آورد. این پدیده تنها زمانی تشکیل می‌شود که خورشید در ارتفاع کمتر از ۳۲٫۲ درجه باشد. رنگین‌کمان وارونه زمانی درخشان‌تر است که خورشید در ۲۲ درجه بالاتر از افق قرار دارد، که باعث می‌شود نور خورشید در حداقل زاویه انحراف وارد بلورها شود و از آنها خارج شود. پس از آن نیز شعاع حدود ۲۲ درجه، پهنای ۳ درجه است. شعاع رنگین‌کمان وارونه بسته به ارتفاع خورشید بین ۳۲٫۲ درجه و ۰ درجه متغیر است. به سمت هر دو حالت افراطی ناپدید می‌شود. وقتی خورشید بالاتر از ۳۲٫۲ درجه مشاهده می‌شود، نور از قسمت سطح پایین بلورها خارج می‌شود و دایره پارهلیک تقریباً بی‌رنگ را ایجاد می‌کند. از آنجا که این پدیده همچنین مستلزم آن است که بلورهای یخ دارای جهت‌گیری مشترکی باشند، تنها در صورت عدم تلاطم و بالا یا پایین شدن جریانات هوا قابل دیدن است.

## رنگین‌کمان سَرسوی ماهتاب
مانند همه هاله‌ها، رنگین‌کمان سَرسو می‌تواند توسط نور ماه و بهتر از آن خورشید ایجاد شود، اولی به عنوان رنگین‌کمان سَرسوی ماهتاب شناخته می‌شود. وقوع آن نادرتر از نوع خورشیدی است، زیرا به روشنایی کافی ماه نیاز دارد، که فقط در مورد ماه کامل اتفاق می‌افتد.

## رنگین‌کمان سَرسوی ساختگی

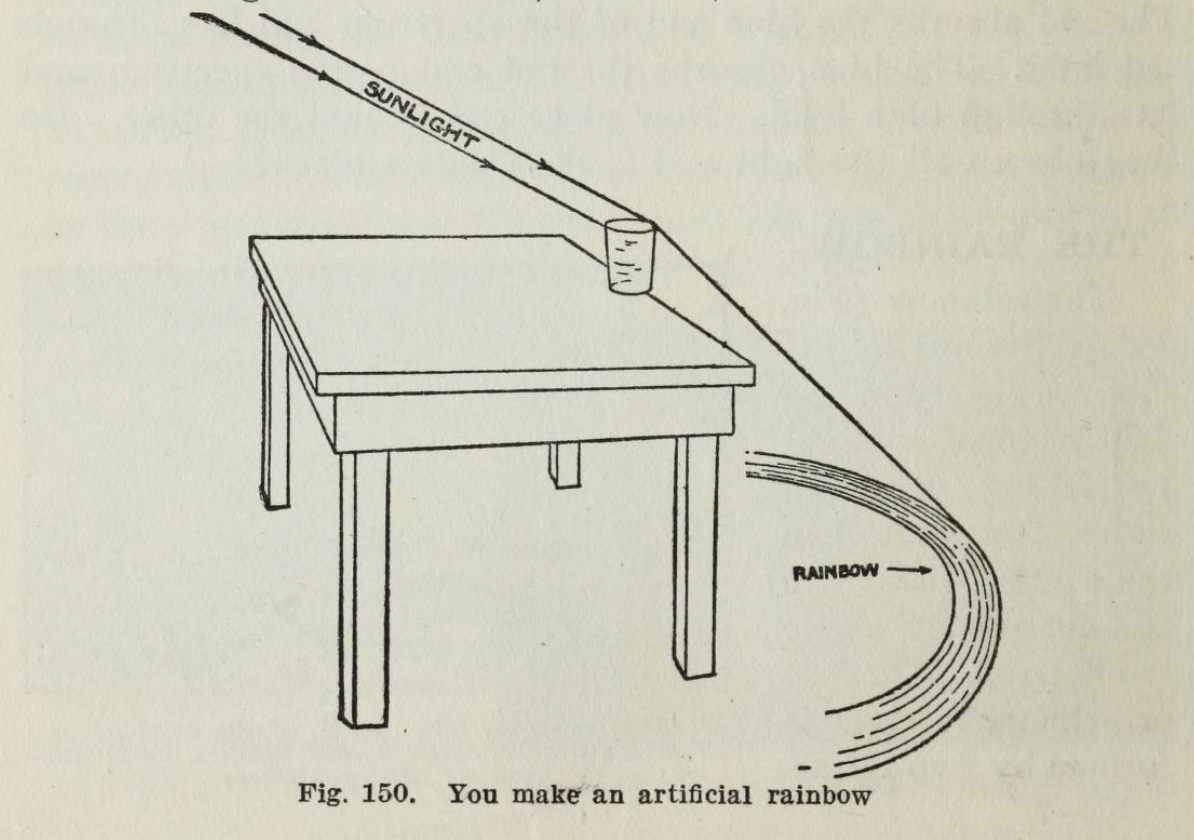
آزمایش انکسار مشابه برای رنگین‌کمان سرسو. در اینجا به اشتباه در کتاب Gilberts به عنوان رنگین‌کمان ساختگی برچسب گذاری شده است.

یک آزمایش با شیشه آب (حداقل از سال ۱۹۲۰، یا حتی طولانی‌تر شناخته می‌شود، تصویر سمت چپ) برای ایجاد یک رنگین‌کمان سَرسوی ساختگی استفاده می‌شود.
با روشن کردن سطح بالای مرز آب و هوا در یک زاویه کم، در یک لیوان استوانه‌ای کاملاً پر از آب، نور در آب می‌شکند. لیوان باید در لبه میز قرار گیرد. انکسار دوم در سطح کناری لیوان، یک پرتوی اریب از شکست نور ایجاد می‌کند. هنگامی که میانگین چرخشی در نظر گرفته می‌شود، شکست نور کلی معادل شکست از طریق یک بلور صفحه‌ای شش‌ضلعی ایستاده است.
سپس یک رنگین‌کمان سرسوی ساختگی بر روی زمین نمایان می‌شود. هاله‌های ساختگی دیگری را می‌توان با روش‌های مشابه ایجاد کرد.